# TT326
La tombe thébaine TT 326 est située à Deir el-Médineh, dans la nécropole thébaine, sur la rive ouest du Nil, face à Louxor en Égypte.
| G40 | A | V22 · d | V1 · D40 |

| G40 | A | V22 · d | V1 · D40 |

C'est une sépulture de Pachedou, chef d'équipe des serviteurs dans la Place de Vérité ; Pachedou est également propriétaire de la tombe TT3.
Pachedou est un fils de Menna et de Huy. Sa femme s'appelle Nedjmet-behdet.